# Питър Ревсън
Питър Джефри Ревлон (на английски: Peter Jeffrey Revson), по-късно се преименува на Ревсън е американски автомобилен състезател, пилот от Формула 1, един от най-успешните американски пилоти, участници във Формула 1 и Инди 500.

## Биография
Питър Ревлон е роден на 27 февруари 1939 година в Ню йорк, САЩ. Племенник е на козметичния магнат Чарлз Ревлон. Като наследник на своя баща Мартин, се предполага, че притежава състояние около 1 млрд. долара. Млад и красив ерген, описван като „свободен дух“, пред охолния живот предпочита високите скорости и опасности.
Ревсън умира по време на тестова сесия на 22 март 1974 преди Гран при на Южна Африка в Киалами. Докато шофира неговия Shadow DN3, претърпява повреда на предното окачване и се блъска тежко в преградите. Колата застава на носа си, усуква се около бариерата и се запалва. Успяват да извадят бързо Ревсън от останките, но той вече е мъртъв.